# Калень (Люблінське воєводство)
Калень (пол. Kaleń) — село в Польщі, у гміні Маркушув Пулавського повіту Люблінського воєводства.
Населення — 195 осіб (2011).

## Демографія
Демографічна структура станом на 31 березня 2011 року:
|          | Загалом | Допрацездатний вік | Працездатний вік | Постпрацездатний вік |
| -------- | ------- | ------------------ | ---------------- | -------------------- |
| Чоловіки | 95      | 20                 | 67               | 8                    |
| Жінки    | 100     | 17                 | 55               | 28                   |
| Разом    | 195     | 37                 | 122              | 36                   |